# Улитин, Алексей Юрьевич
Улитин Алексей Юрьевич (род. 1965) – доктор медицинских наук, профессор, Заслуженный врач Российской Федерации, заведующий кафедрой нейрохирургии Института медицинского образования Центра Алмазова, заведующий нейрохирургическим отделением № 4 Российского научно-исследовательского нейрохирургического института им. проф. А. Л. Поленова. Главный внештатный специалист-нейрохирург Комитета по здравоохранению Санкт-Петербурга.

## Биография
Родился 8 мая 1965 г. в Ленинграде в семье Улитиных Юрия Геннадьевича и Валентины Ивановны. Отец – полковник медицинской службы ВМА. Алексей Юрьевич пошел по стопам отца и в 1988 году окончил IV факультет Военно-медицинской академии им. С. М. Кирова по специальности «Лечебное дело».
До 1992 года – начальник медицинской службы атомной подводной лодки на Северном Флоте (п. Видяево). Участвовал в ликвидации ядерной аварии.
С 1992 по 1994 год проходил ординатуру в СПбМАПО по специальности «Нейрохирургия», с 1994 по 1997 год – аспирантуру по той же специальности в Российском научно-исследовательском нейрохирургическом институте им. проф. А. Л. Поленова. Является учеником и последователем советского и российского ученого-нейрохирурга  Г. С. Тиглиева.
В 1997 году защитил кандидатскую диссертацию на тему «Эпидемиология первичных опухолей головного мозга среди населения крупного города и пути совершенствования организации медицинской помощи больным с данной патологией».
С 2001 года – врач высшей квалификационной категории по специальности «Нейрохирургия».
С 2005 года – ведущий научный сотрудник-нейрохирург отделения хирургии опухолей спинного и головного мозга РНХИ им. проф. А. Л. Поленова.
В 2008 году получил степень доктора медицинских наук (диссертация на тему «Гигантские аденомы гипофиза: особенности клиники и хирургического лечения»).
С 2009 по 2016 год – заместитель директора по научно-лечебной работе ПРНХ им. проф. А.Л. Поленова. С 2016 по 2020 года – директор РНХИ им. проф. А. Л. Поленова – филиала ФГБУ «НМИЦ им. В. А. Алмазова» Минздрава России.
С 2014 года – профессор кафедры нейрохирургии СЗГМУ им. И. И. Мечникова.
С октября 2015 года организует и возглавляет кафедру нейрохирургии Института медицинского образования Центра Алмазова .
С 2016 года – Заслуженный врач Российской Федерации.
С 2018 года – главный внештатный нейрохирург Комитета по здравоохранению Санкт-Петербурга.
В 2023 году получил ученое звание профессора.

## Научная и профессиональная деятельность
Областью научных и клинических интересов является нейроонкология (в первую очередь, глиальные церебральные опухоли) и эпилепсия. Является основоположником эпидемиологических исследований опухолей центральной нервной системы в РФ, пионером разработки и внедрения в российскую клиническую практику таких методов лечения злокачественных  глиом, как фотодинамическая терапия (руководитель проф. Г. С. Тиглиев) и специфическая противоопухолевая иммунотерапия на основе дендритных клеток (руководитель проф. В.Е. Олюшин).
Автор более 500 научных работ, 12 монографий и пяти патентов на изобретения. Под его руководством защищено 10 кандидатских и две докторских диссертаций.

## Общественная деятельность
Член правления Ассоциации нейрохирургов Санкт-Петербурга, член правления Ассоциации нейрохирургов России, член Европейского общества нейрохирургов (EANS),  член редакционной коллегии Российского нейрохирургического журнала им. проф. А. Л. Поленова.

## Увлечения
Увлекается шахматами. Кандидат в мастера спорта по дзюдо.
Интересуется историей медицины, историей Санкт-Петербурга.

## Книги
Медицинские монографии
- Мелькишев В. Ф., Олюшин В. Е., Улитин А. Ю. Аденомы гипофиза. Клиника, диагностика, лечение (2005)
- Улитин А. Ю., Мацко Д. Е., Олюшин В. Е., Сафаров Б. И. Метастатические опухоли головного мозга (2010)
- Олюшин В. Е., Филатов М. В., Улитин А. Ю., Бажанов С. П. Специфическая противоопухолевая иммунотерапия на основе дендритных клеток в комплексном лечении больных злокачественными церебральными глиомами (2012)
- Улитин А. Ю., Мацко Д. Е., Олюшин В. Е. Нейроэпителиальные опухоли головного мозга (2014)

- Кондаков Е. Н., Улитин А. Ю. Curriculum vitae зачинателей нейрохирургии (2017)
- Александров М. В., Топоркова О. А., Архипова Н. Б., Костенко И. А., Улитин А. Ю. Нейрофизиологический мониторинг в нейрохирургии (2019)
- Кондратьев А. Н., Улитин А. Ю. Нейроонкология глазами анестезиолога-реаниматолога (2020)
- Мануковский В. А., Улитин А. Ю., Кравцов М. Н. Навыки практической нейрохирургии (2023)
- Коновалов Н. А., Монашенко Д. Н., Улитин А. Ю., Басанкин И. В. Травматические деформации позвоночного канала (2025)

История медицины
- Улитин А.Ю., Незнанов Н.Г. Эпилепсия. История одной болезни (2020)
- Улитин А.Ю. Страсти по трепанации (2024)

История архитектуры Петербурга
- Улитин А. Ю., Васильев И. В. «Коломны милой очертанья…»
- Улитин А. Ю., Васильев И. В. «Над Невою темноводной…»
- Улитин А. Ю., Васильев И. В. «Открытый всем ветрам – Васильевский остров»